# Макгуайр, Эдит
Эдит Мэри Макгуайр Дюволл (англ. Edith Marie McGuire Duvall; род. 3 июня 1944) — американская легкоатлетка, которая специализировалась в беге на короткие дистанции.

## Биография
Олимпийская чемпионка-1964 в беге на 200 метров и обладательница серебряных медалей Игр-1964 в беге на 100 метров и эстафетном беге 4×100 метров.
Чемпионка Панамериканских игр 1963 по бегу на 100 метров.
Экс-рекордсменка мира в эстафете 4×100 метров.